# Kinghamia
Kinghamia es un género de plantas con flores perteneciente a la familia   Asteraceae. es un género de plantas fanerógamas perteneciente a la familia de las asteráceas. Comprende 5 especies descritas y aceptadas.

## Taxonomía
El género fue descrito por Charles Jeffrey y publicado en Kew Bulletin 43(2): 274. 1988. La especie tipo es Oiospermum nigritanum Bentham 

## Especies aceptadas
A continuación se brinda un listado de las especies del género Kinghamia aceptadas hasta julio de 2012, ordenadas alfabéticamente. Para cada una se indica el nombre binomial seguido del autor, abreviado según las convenciones y usos.
- Kinghamia angustifolia (Benth.) C.Jeffrey
- Kinghamia engleriana (Muschl.) C.Jeffrey
- Kinghamia foliosa (O.Hoffm.) C.Jeffrey
- Kinghamia macrocephala (Oliv. & Hiern) C.Jeffrey
- Kinghamia nigritana (Benth.) C.Jeffrey